# Paul Aste
Paul Aste   (Matrei in Osttirol, 5 de desembre de 1916 - 29 de març de 1988) és un esportista austríac, ja retirat, que competí durant la dècada del 1950 en bobsleigh i luge. En els Jocs Olímpics d'Hivern de 1960 fou l'encarregat de realitzar el jurament olímpic per part dels atletes.

## Carrera esportiva
Especialista en bobsleigh i luge, inicià la seva carrera esportiva com a practicant d'aquest últim esport, que li va permetre guanyar cinc títols europeus a més de dues medalles de plata.
Com a practicant de bobsleigh participà en els Jocs Olímpics d'Hivern de 1952 disputats a Oslo (Noruega), on finalitzà en cinquena posició en la categoria de 4 homes. En els Jocs Olímpics d'Hivern de 1956 realitzats a Cortina d'Ampezzo (Itàlia) participà en la prova de 2 homes, finalitzant en dotzena posició. Finalment, en els Jocs Olímpics d'Hivern de 1964 realitzats a Innsbruck (Àustria) fou l'encarregat de realitzar el jurament olímpic per part dels atletes en la cerimònia inaugural dels Jocs, i va participar en la prova de bobs a 4, finalitzant en setena posició. Així mateix, al llarg de la seva carrera, aconseguí dues medalles en el Campionat del Món de Bosbleigh, una medalla de plata el 1955 i una medalla de bronze el 1958 en la categoria de bobs a 2.